# Northwood
Northwood es una localidad situada en el distrito de Hillingdon, en el Gran Londres, Inglaterra (Reino Unido), con una población estimada a mediados de 2016 de 5787 habitantes.
Se encuentra ubicada en la región del Gran Londres, a poca distancia de la ciudad de Hertford —la capital del condado de Hertfordshire—.